# Les Sept Déserteurs ou la Guerre en vrac
Pour plus de détails, voir Fiche technique et Distribution.
Les Sept Déserteurs ou la Guerre en vrac est un film français réalisé par Paul Vecchiali et sorti en 2017.
Le film suivant du réalisateur, Train de vies ou les Voyages d'Angélique, a été tourné dans la foulée avec les mêmes acteurs et présente une « solidarité de forme et de principe ». Les deux films sont sortis le même jour, et avec la même distribution à une actrice près.

## Synopsis
Quatre hommes et trois femmes se retrouvent dans un hameau après avoir fui une zone de guerre. Ils survivent en visitant des maisons abandonnées.

## Fiche technique
- Réalisation : Paul Vecchiali
- Scénario : Paul Vecchiali
- Photographie : Philippe Bottiglione
- Montage : Vincent Commaret
- Société de production : Dialectik
- Société de distribution : Dialectik
- Durée : 98 minutes
- Dates de sortie: 
  - novembre 2017 (Festival de Gijón  Espagne)
  - 30 mai 2018 ( France)

## Distribution
- Marianne Basler : Madeleine
- Astrid Adverbe : Natacha
- Simone Tassimot : La nonne
- Jean-Philippe Puymartin : Alexandre
- Ugo Broussot : Denis
- Bruno Davézé : Serge
- Pascal Cervo : Simon